# 土耳其里维埃拉

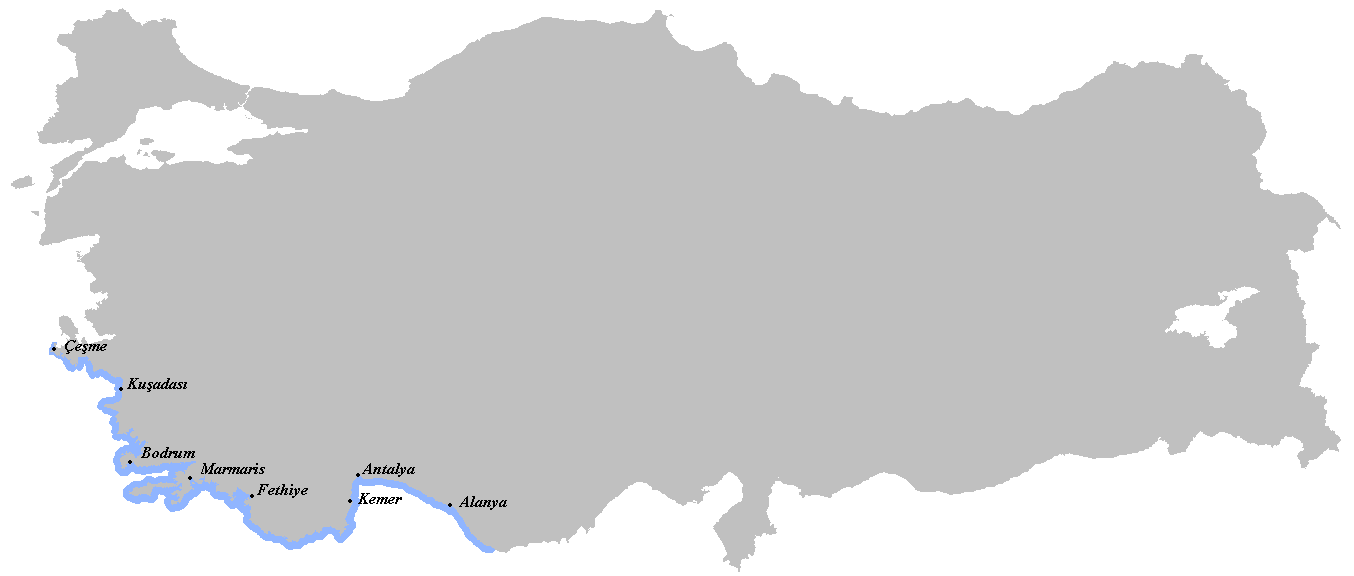
土耳其里维埃拉的地图，以蓝色标出，主要定居点从东到西为：阿拉尼亚、安塔利亚、凯梅尔、费特希耶、马尔马里斯、博德鲁姆、库沙达瑟和切什梅

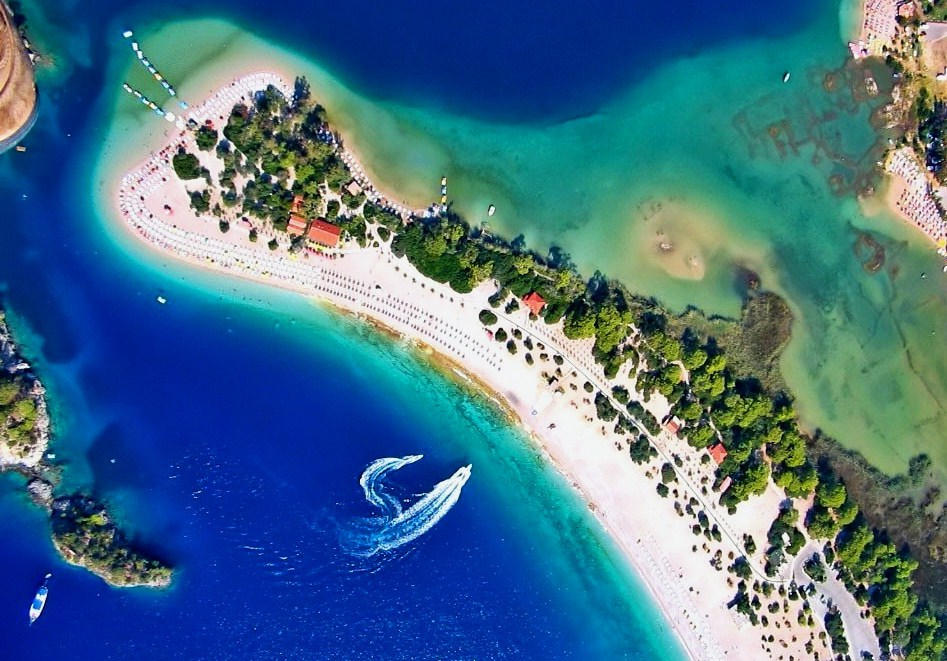
费特希耶的欧鲁旦尼斯海滩

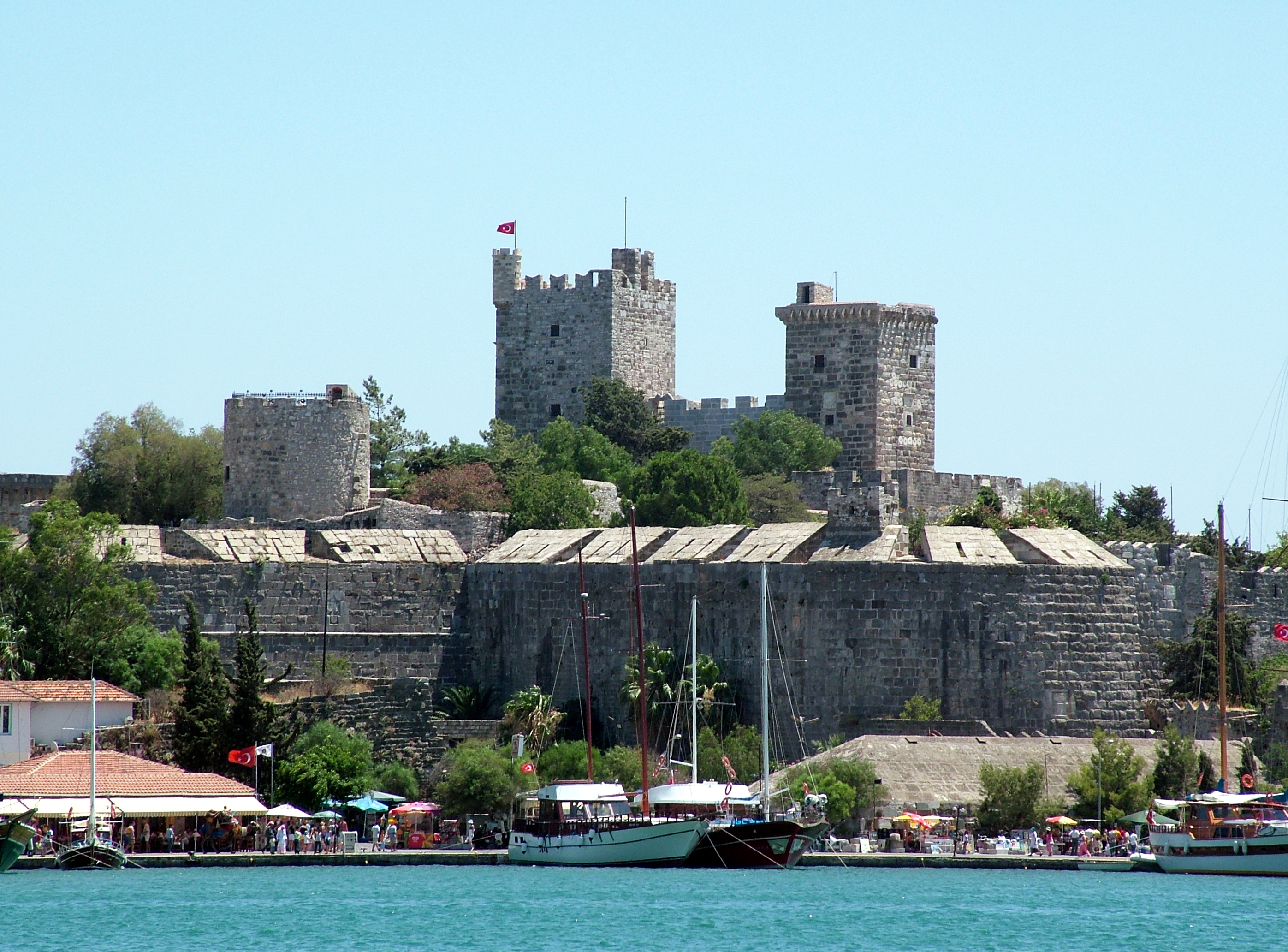
博德鲁姆城堡，位于古代哈利卡那索斯，这里是希罗多德的城市，也是古代世界七大奇迹之一摩索拉斯王陵墓的所在地

土耳其里维埃拉 (土耳其語：Türk Rivierası)，也称为绿松石海岸（Turquoise Coast）是土耳其西南部的一个地区，包括安塔利亚省和穆拉省，其次是艾登省、伊兹密尔省南部和梅尔辛省西部。宜人的气候、温暖的大海、多山的风景、爱琴海和地中海沿岸1000多公里（620英里）的优质海滩，以及丰富的自然和考古景点，使土耳其这一段海岸线成为受欢迎的国家和国际旅游目的地。
在这里的考古遗址中，包括古代世界七大奇迹中的两个：哈利卡那索斯 的摩索拉斯王陵墓 遗址；以弗所的阿耳忒弥斯神庙。
在土耳其里维埃拉有国际知名的蓝色航程（又称卡里亚航程），参与者可以乘坐当地的古勒特帆船进行为期一周的旅行，前往绿松石海岸的小海湾、森林和溪流中的古城、港口、陵墓和海滩。
海岸线被视为文化宝库，提供了真实和神话人物、冲突和事件迷人混合的背景，在历史上各种文化的民间传说中经常被提及。因此，它被视为学者、圣人、战士、国王和英雄的家园, 也是众多著名神话故事的发生地。据说，罗马共和国的马克·安东尼将土耳其里维埃拉作为最美丽的结婚礼物，送给他心爱的埃及托勒密王朝 女王克娄巴特拉七世。圣诞老人的原型圣尼古拉出生在帕塔拉，靠近今天的代姆雷。 希罗多德 被誉为“历史学之父”，约公元前484年生于博德鲁姆（古代的哈利卡那索斯）。 安塔利亚 以西，达里扬 附近的火山，被认为是神话中被柏勒洛丰杀死的喷火怪物喀迈拉 的灵感来源。
这一地区的许多城市和村镇都拥有国际知名度，例如阿拉尼亚、安塔利亚、博德鲁姆、切什梅、费特希耶、卡尔坎、卡什、凯梅尔、库沙达瑟 、马尔马里斯和西代。

## 圖集

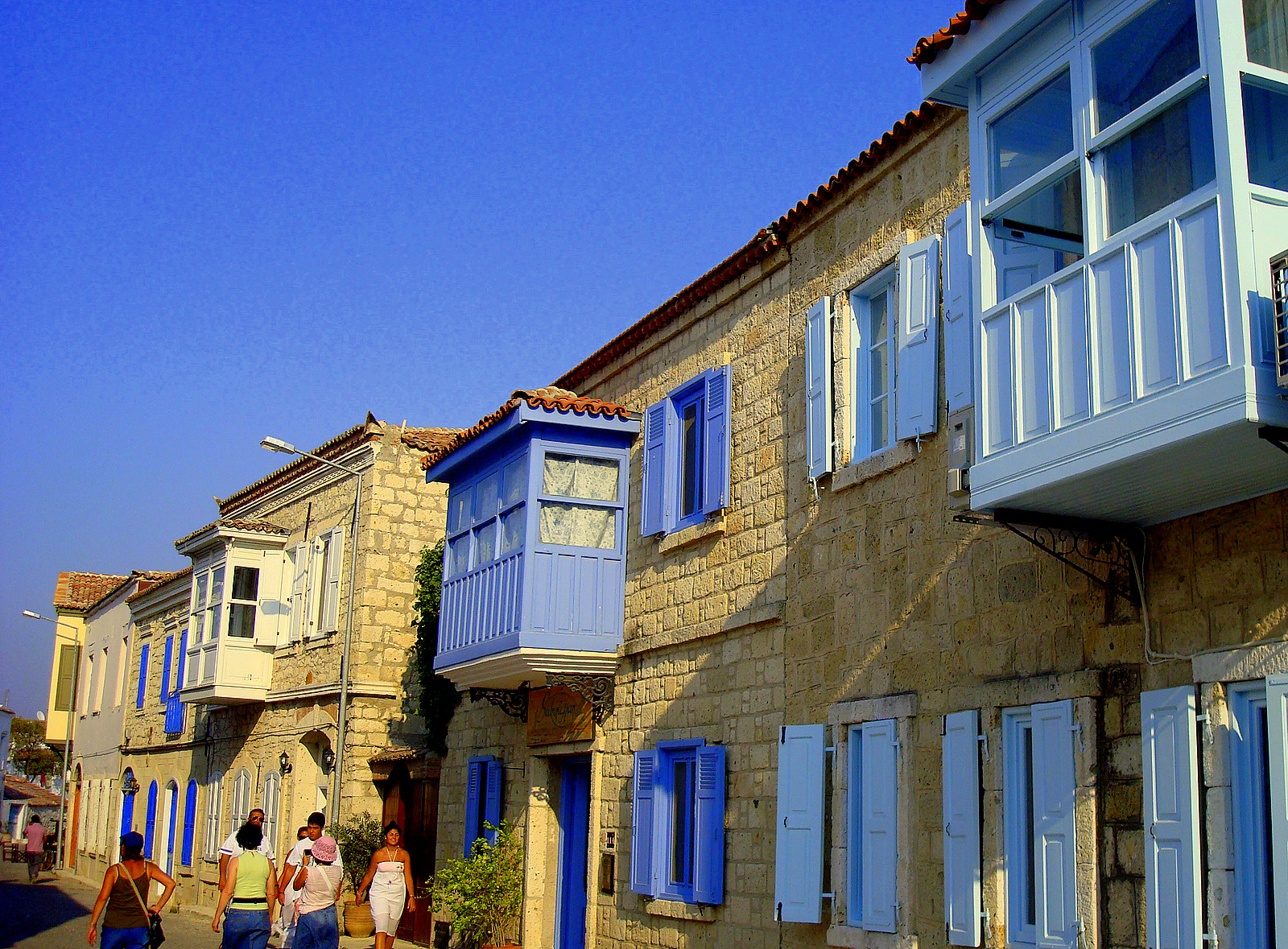
Typical architecture of Alaçatı
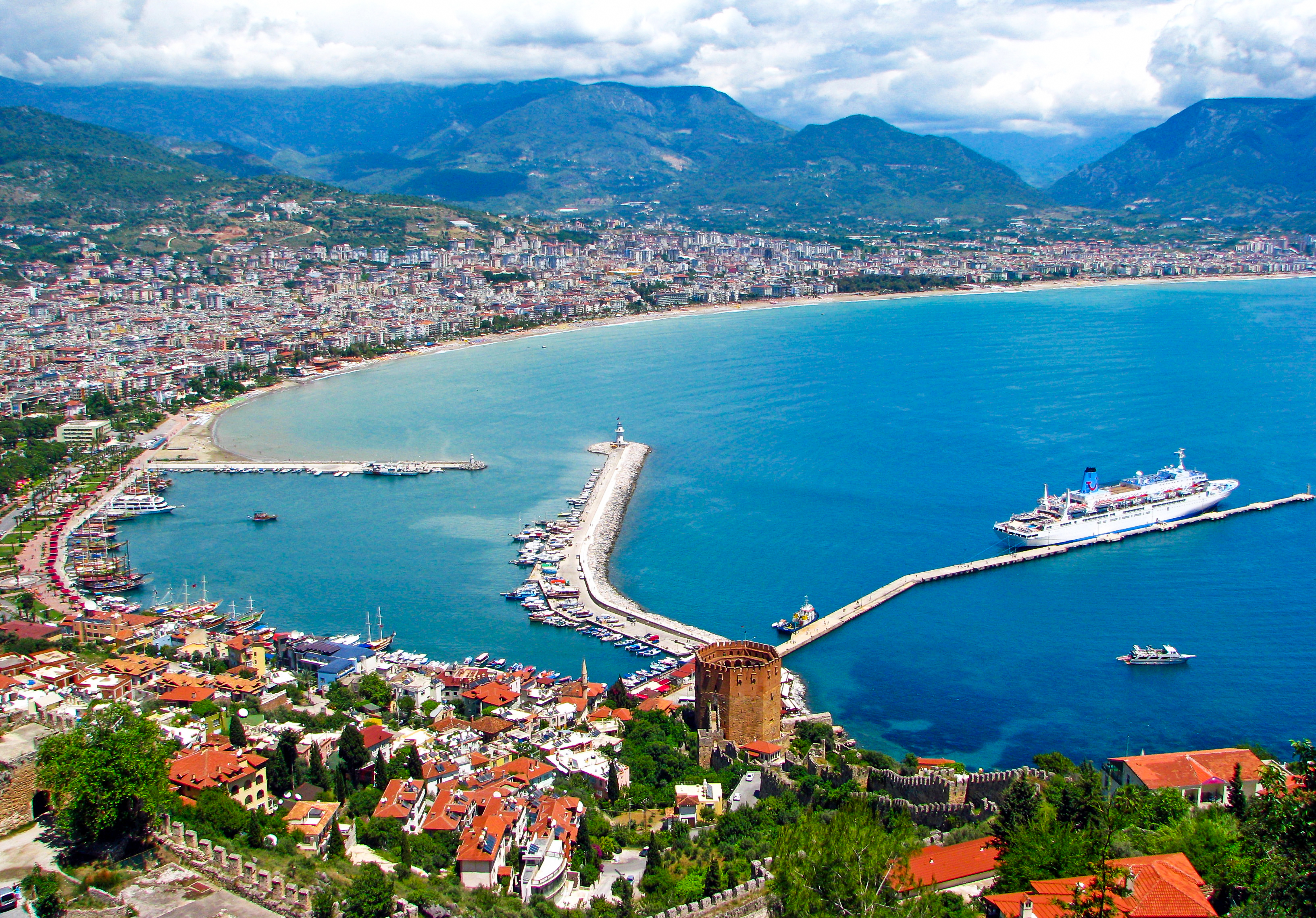
阿拉尼亚城堡和港口
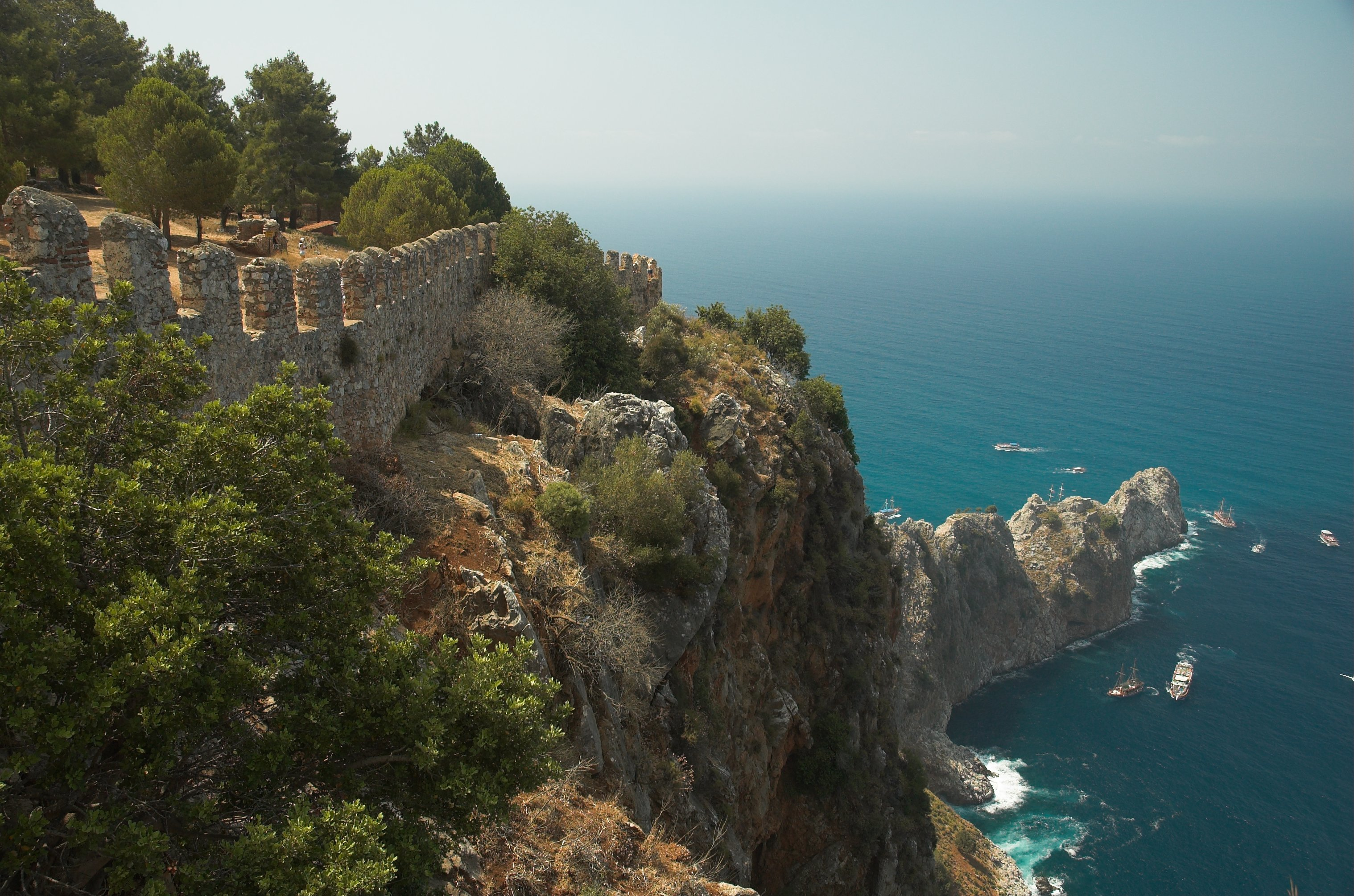
阿拉尼亚半岛尖端
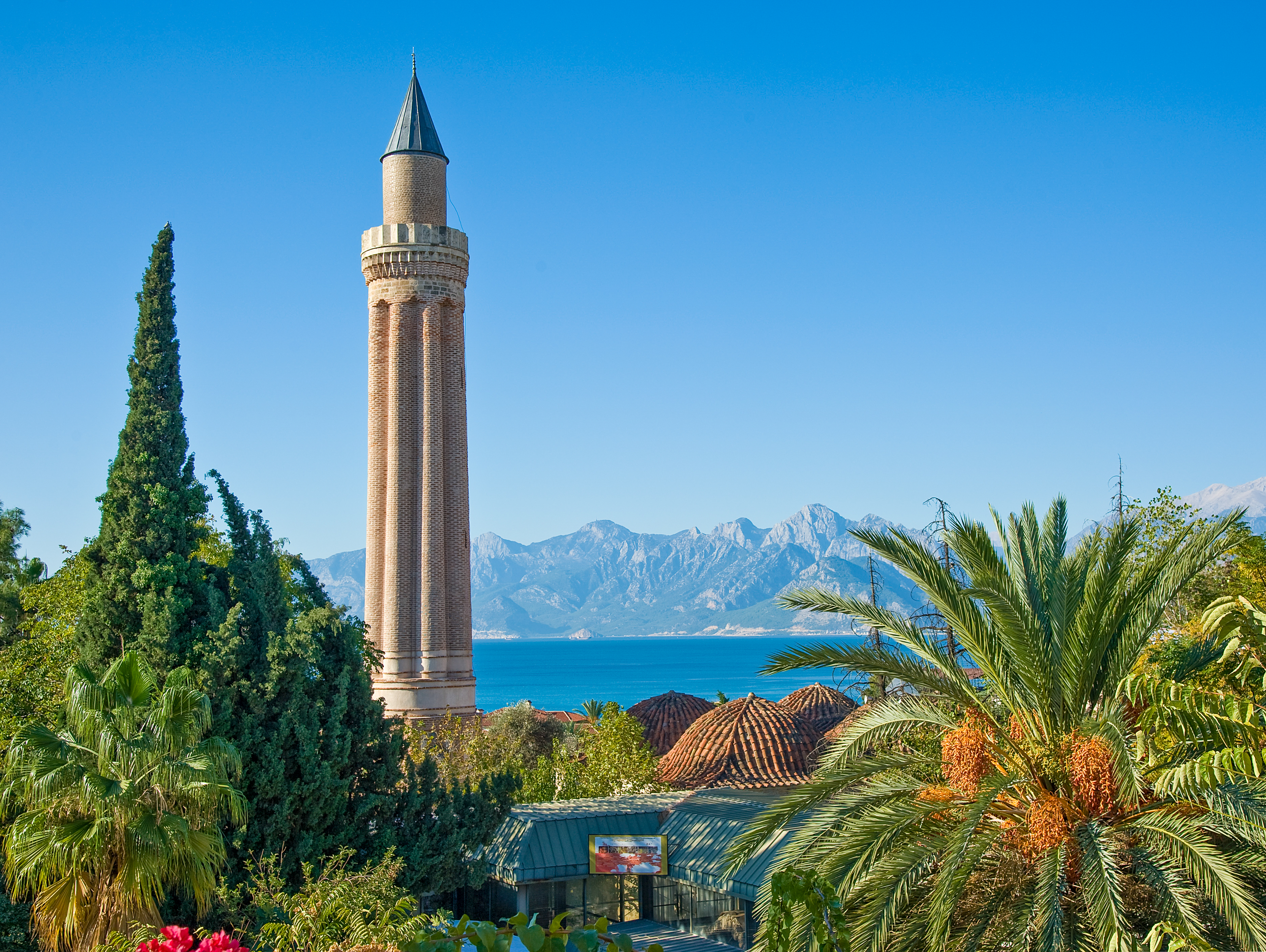
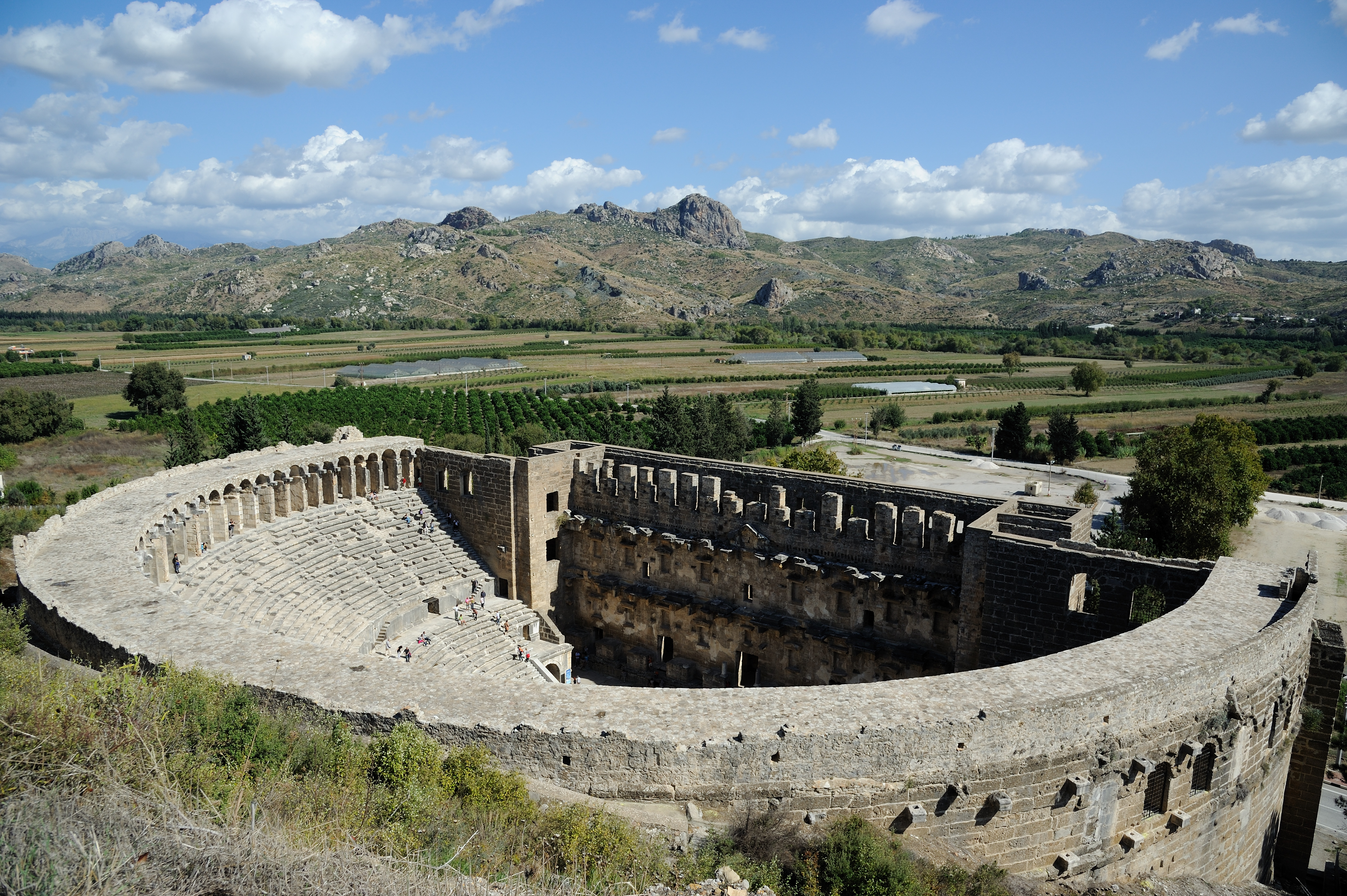
Roman theatre in Aspendos, 安塔利亚
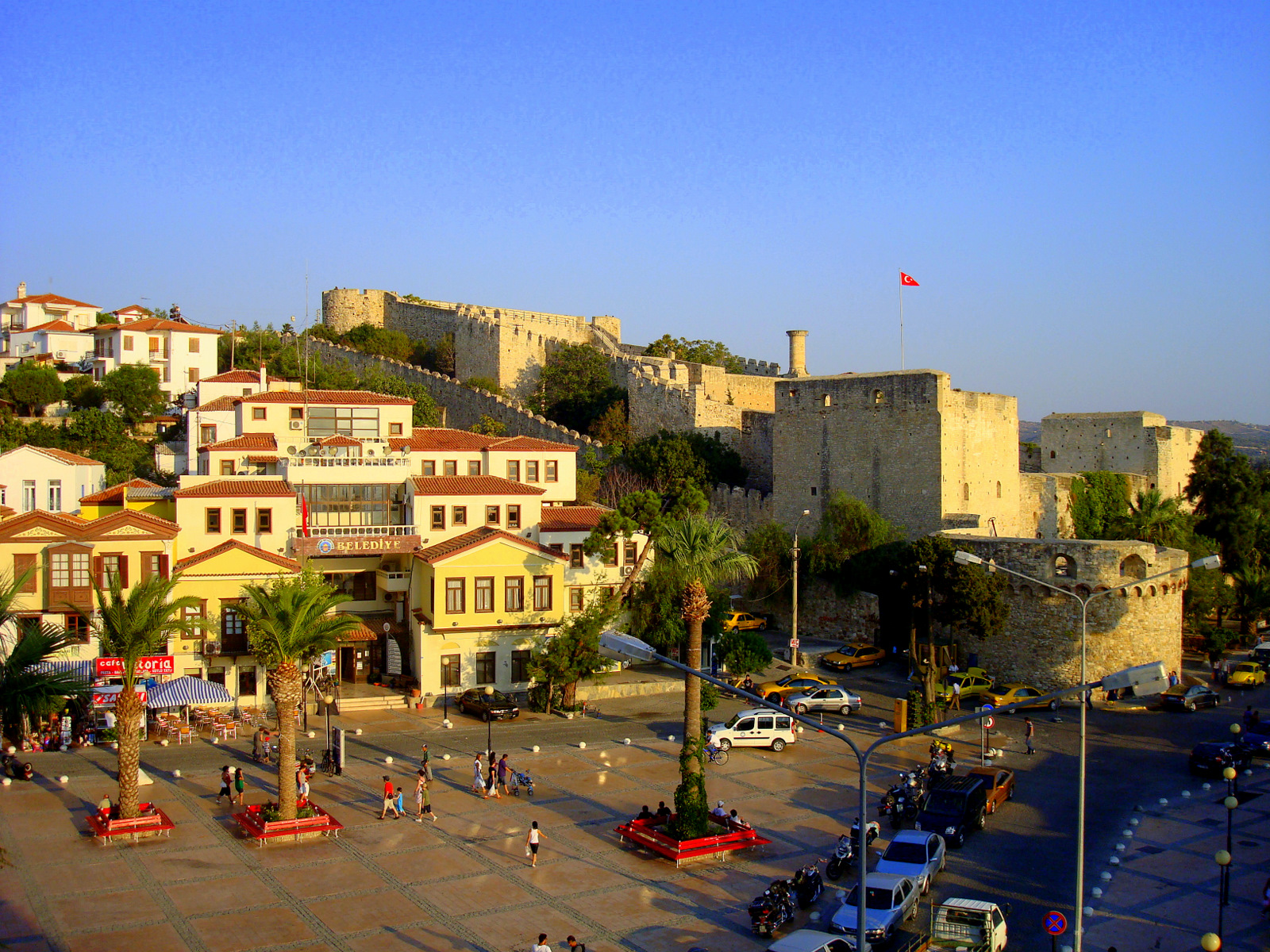
切什梅城堡
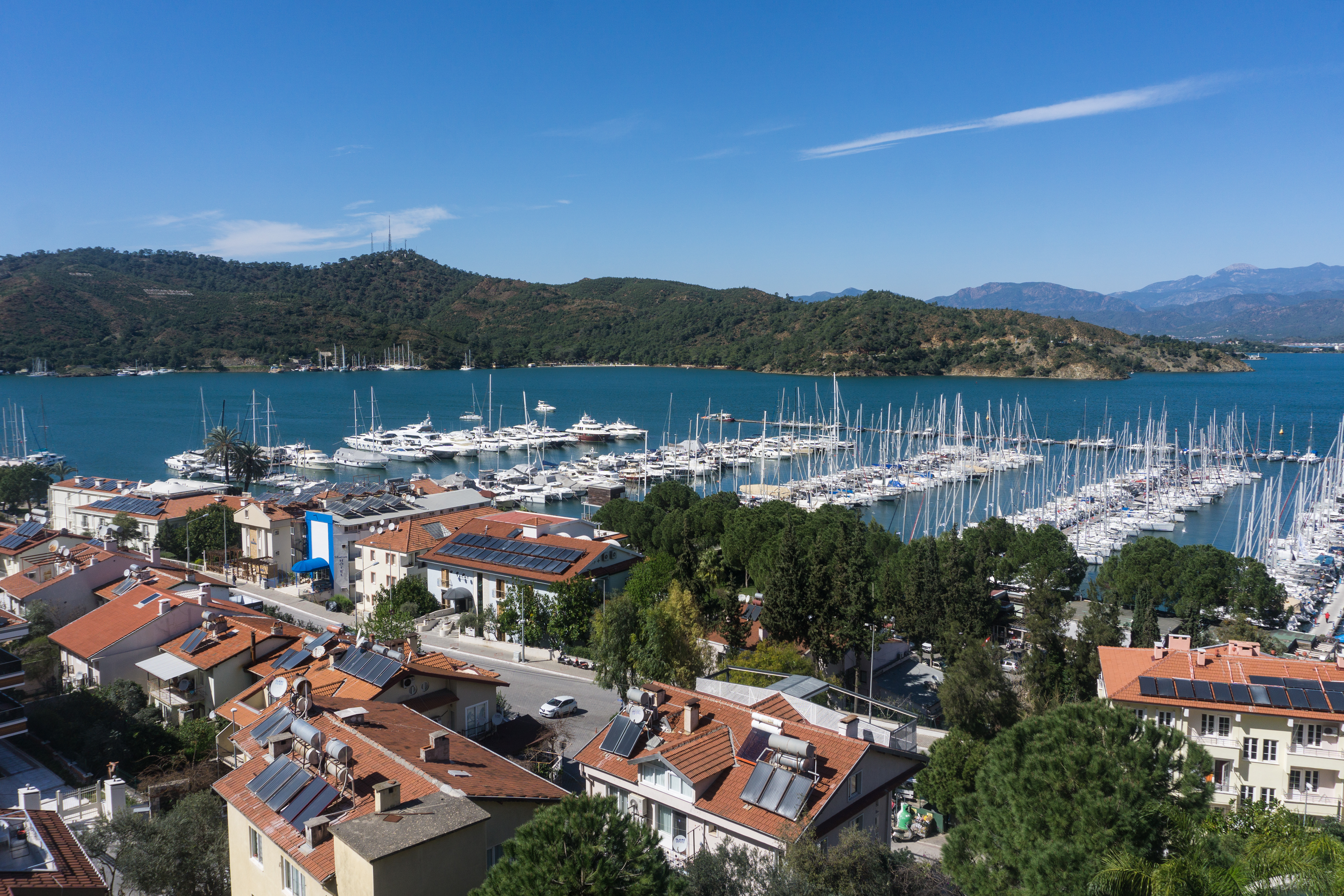
费特希耶海岸
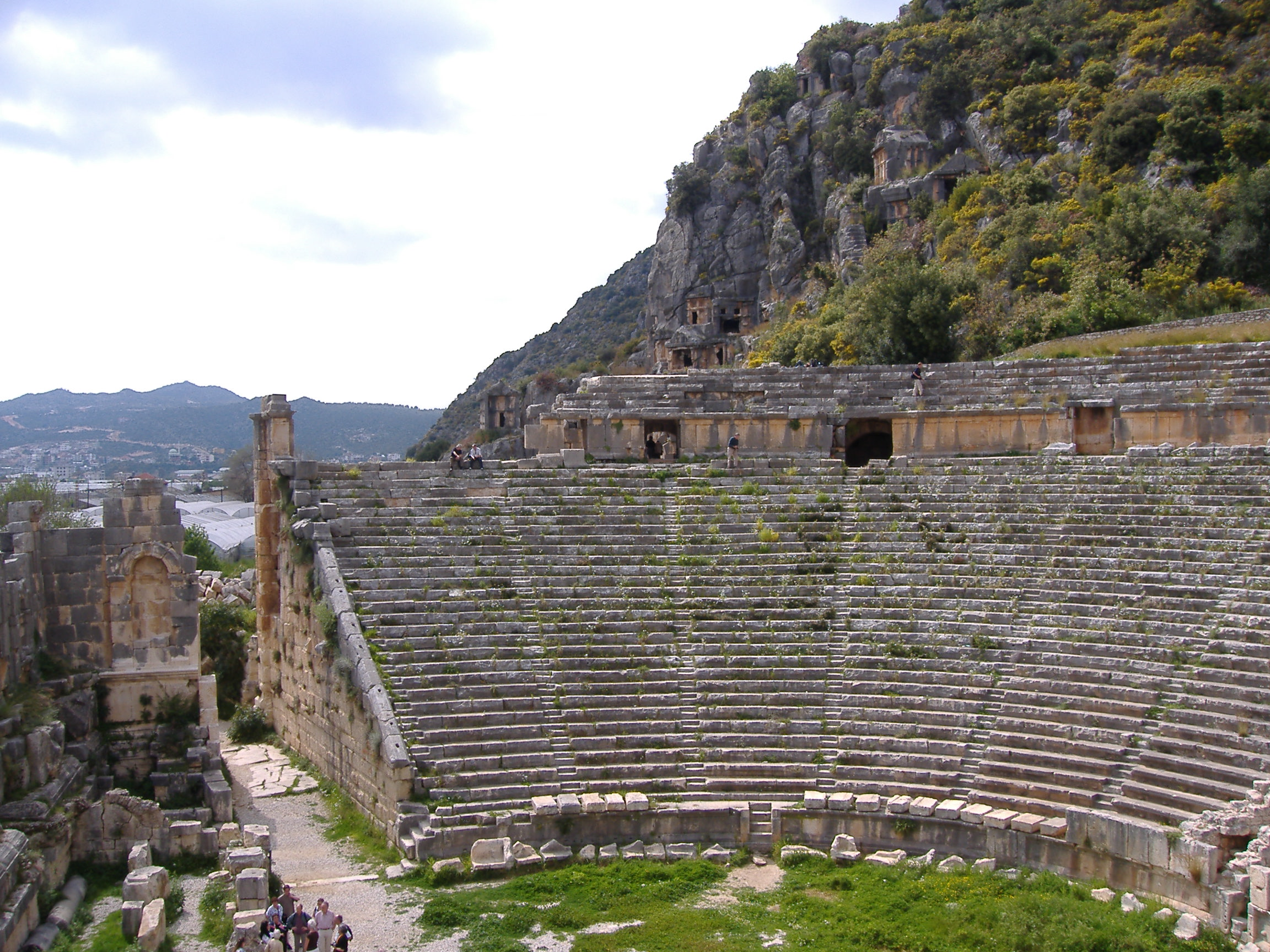
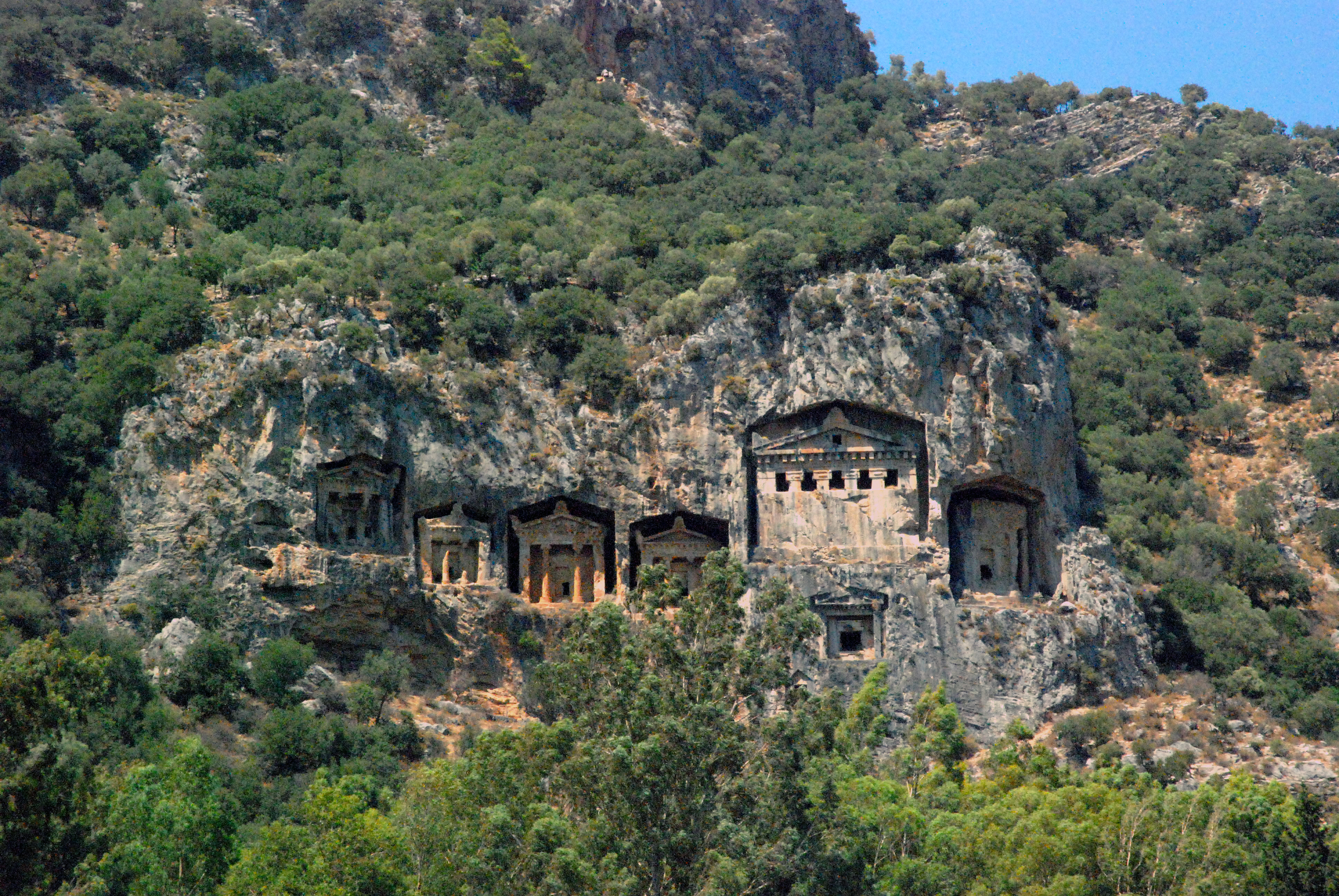
Lycian tombs in 费特希耶
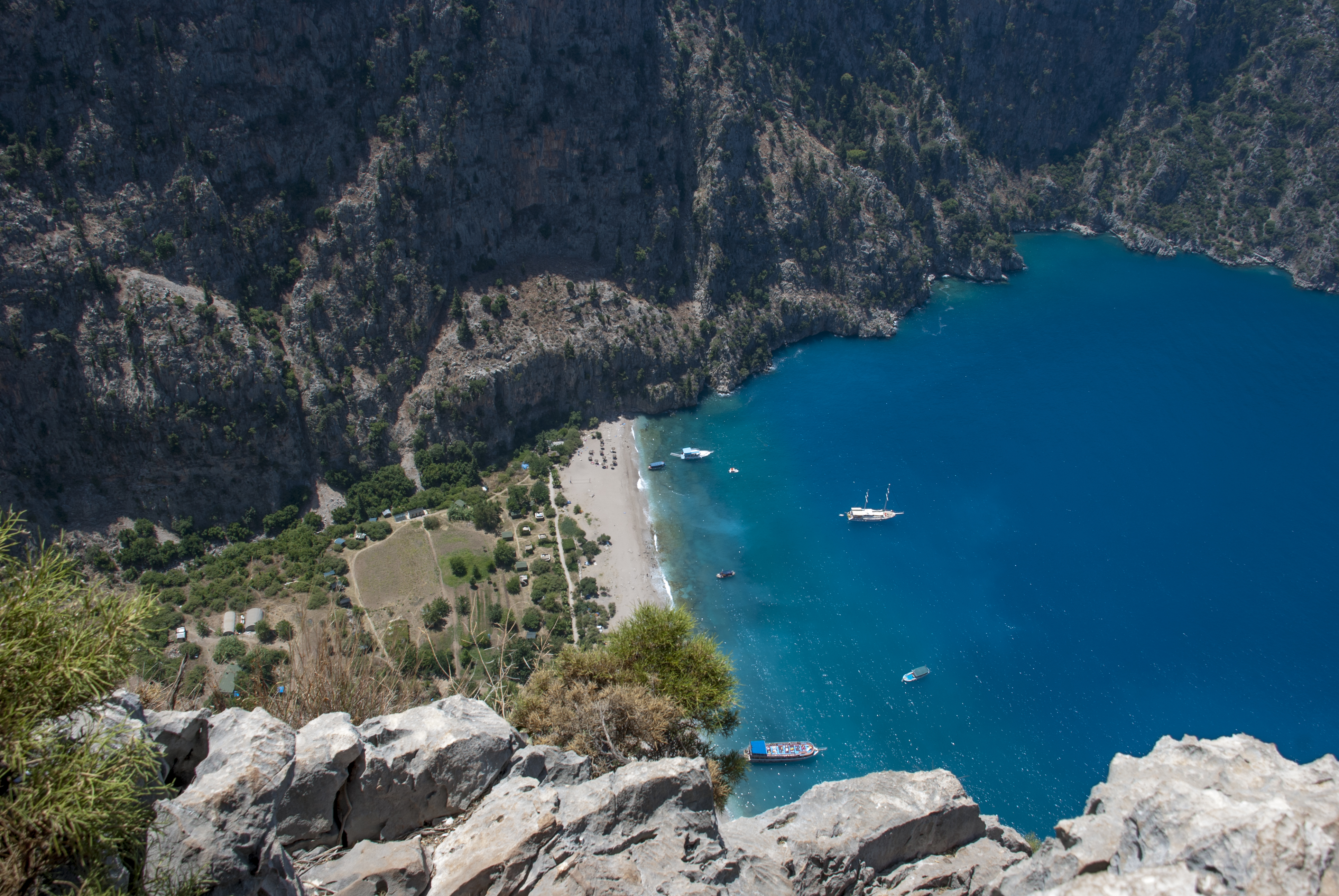
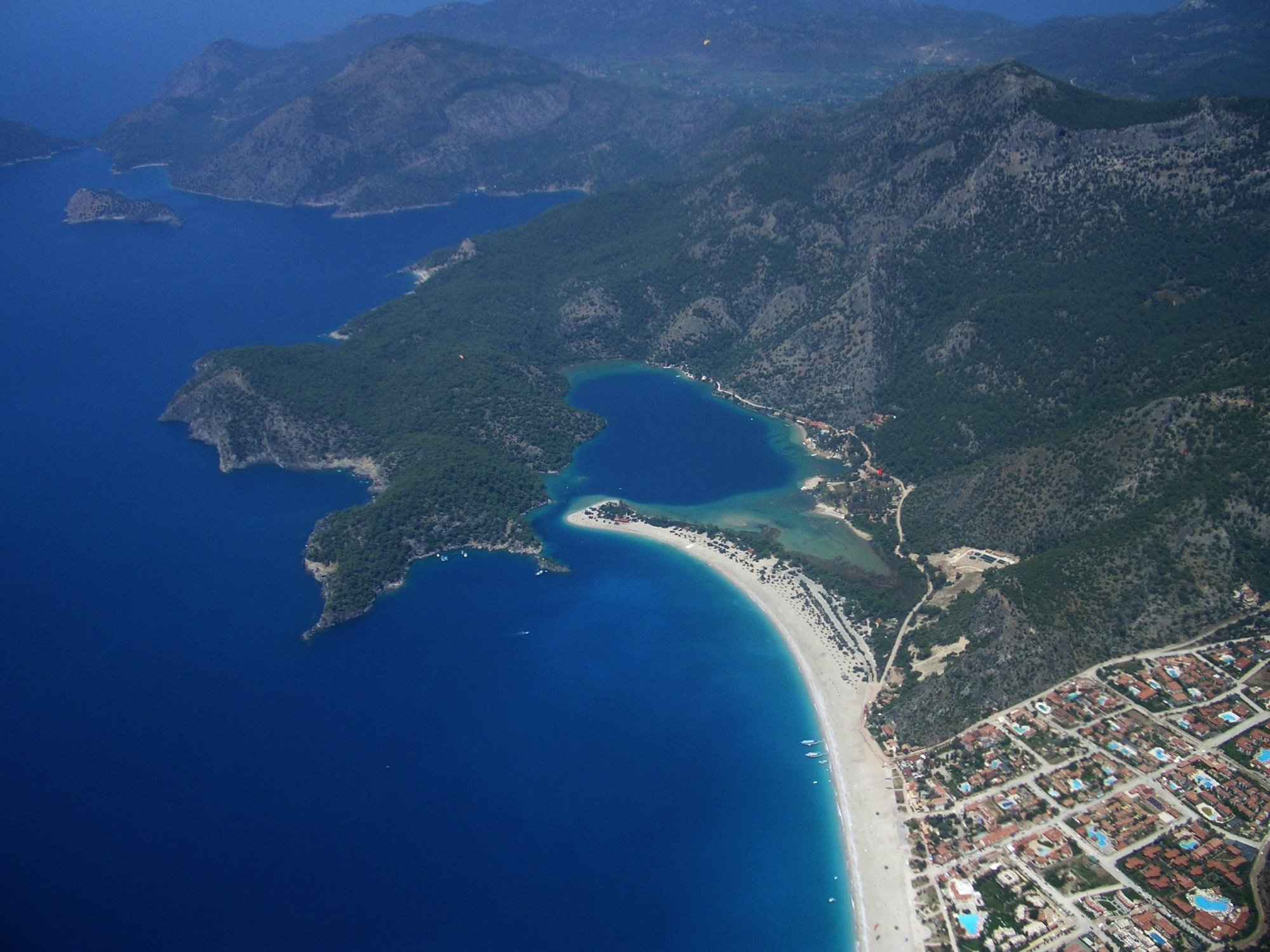
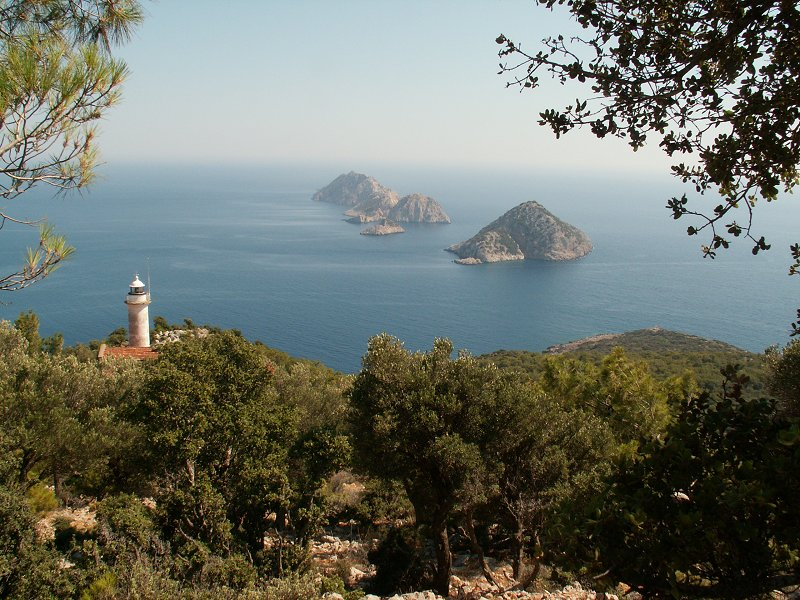
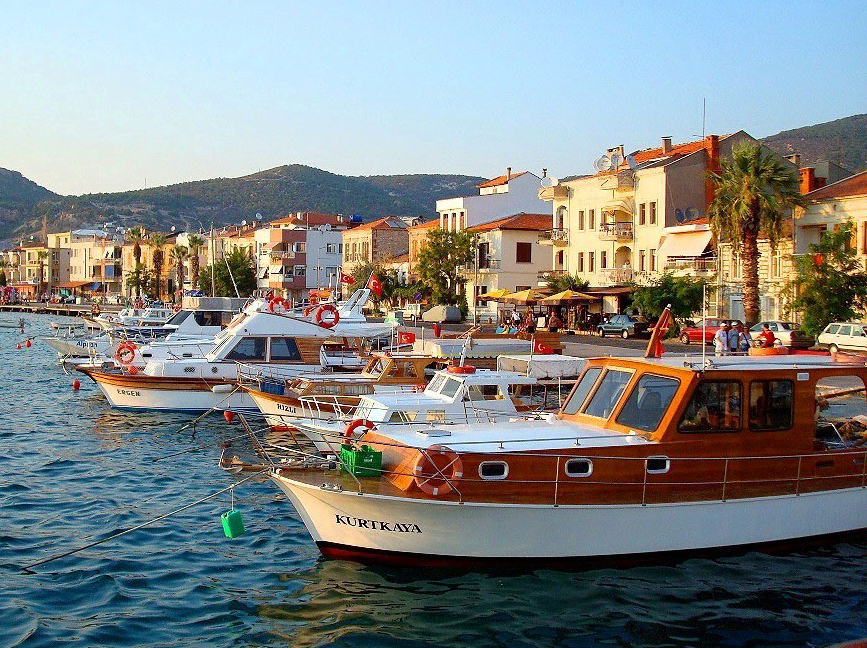
Port of Foça, home of the Mediterranean monk seal
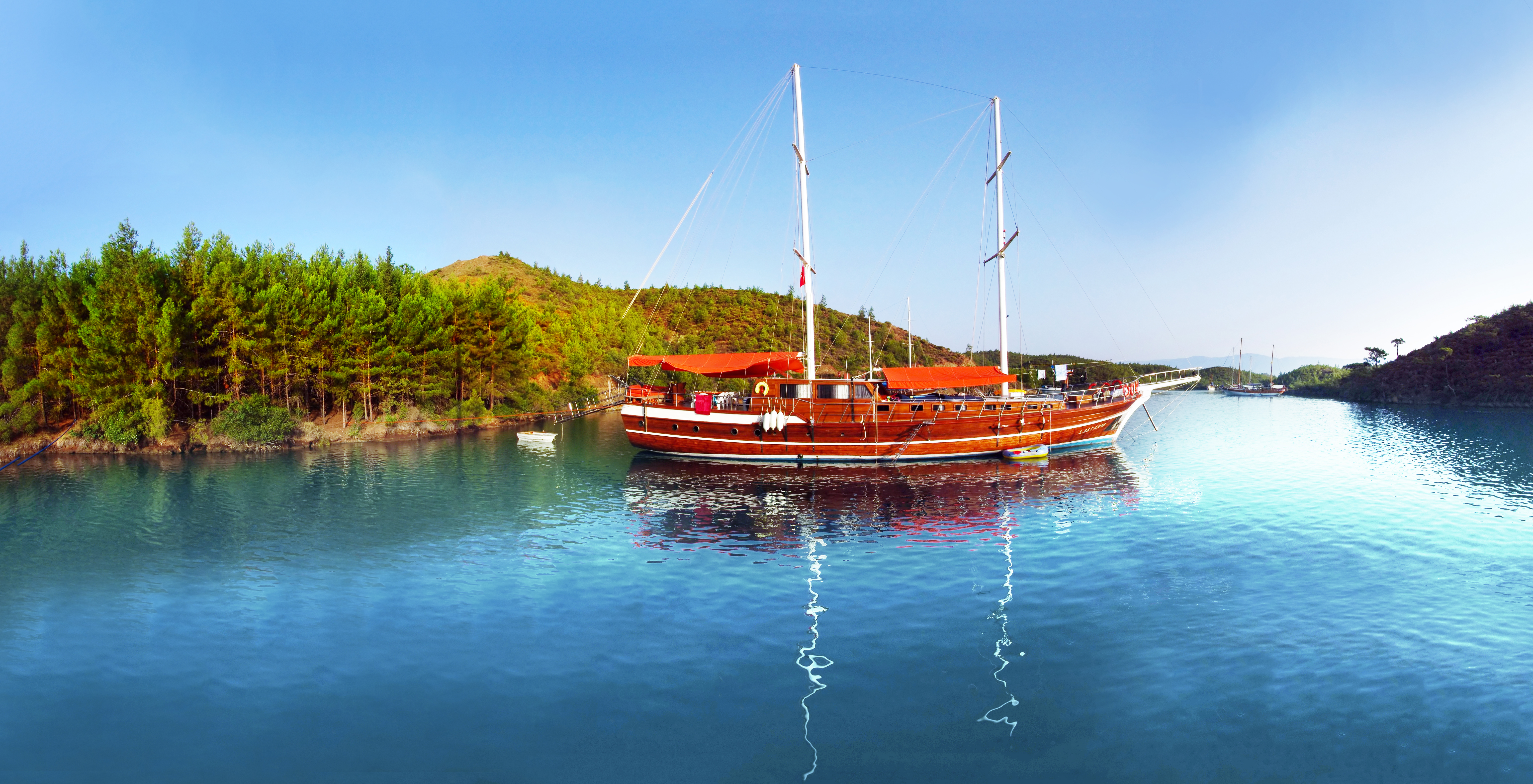
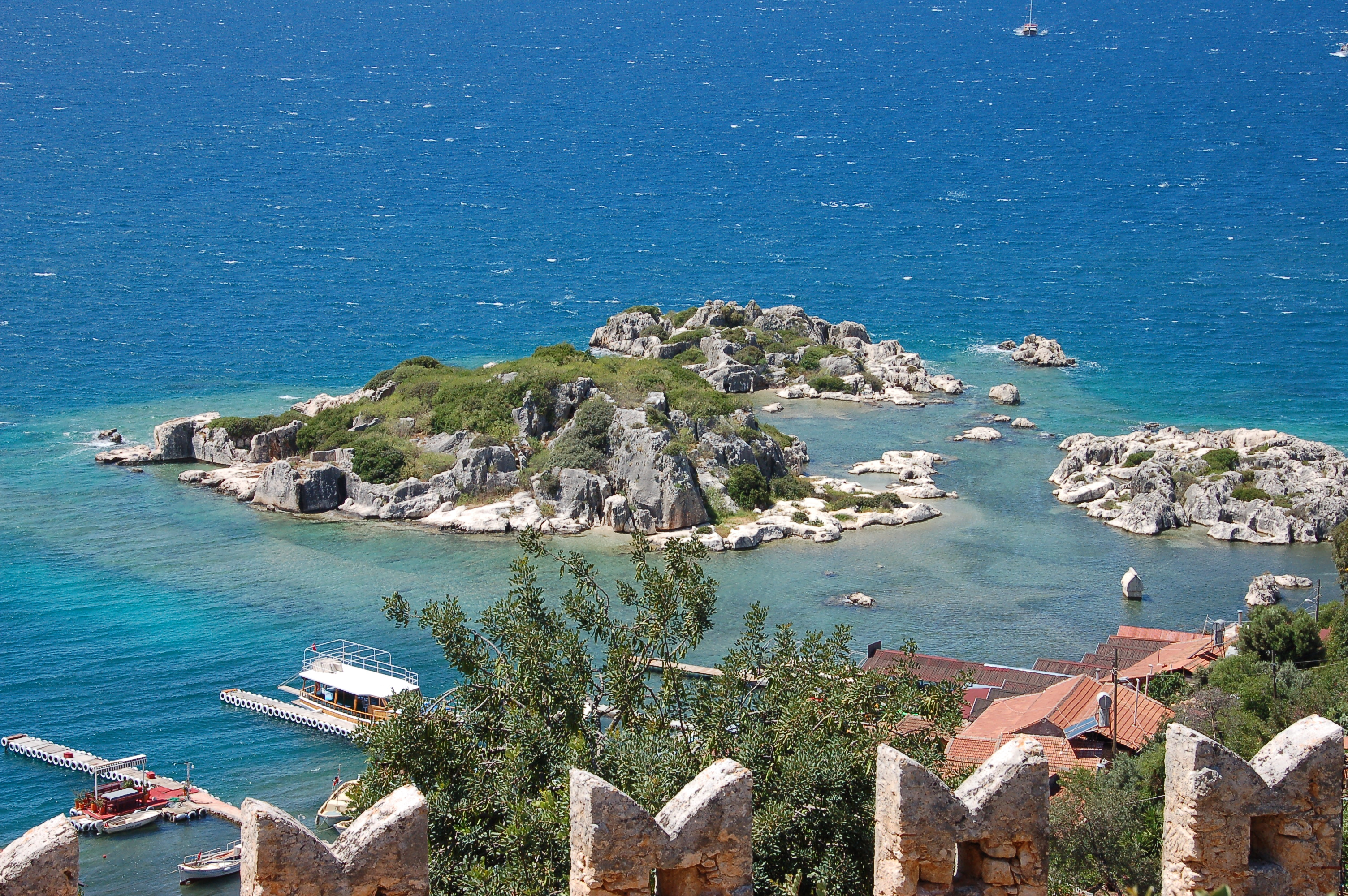
Ancient sites of Kaleköy (or Simena)
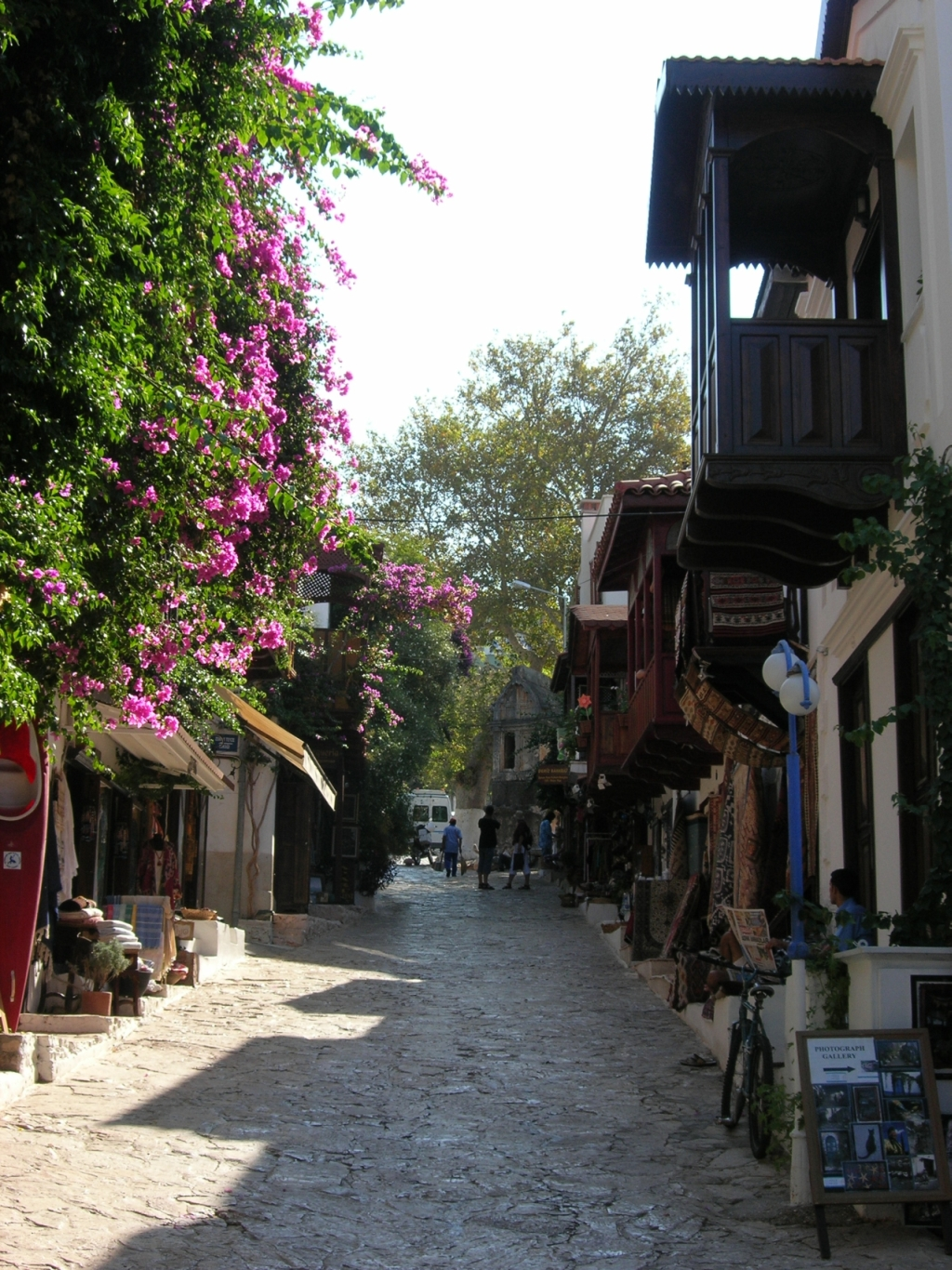
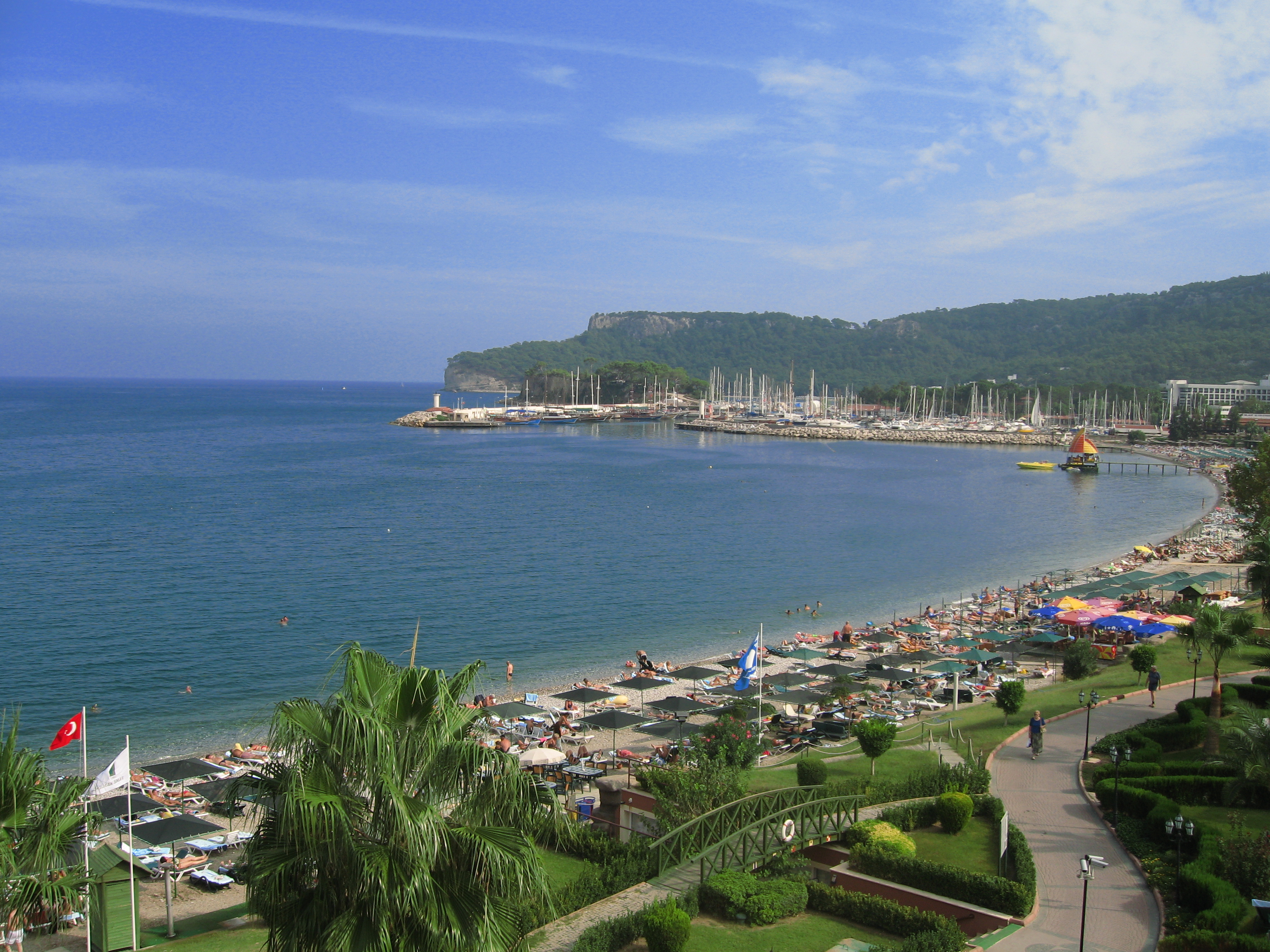
Beach and marina of Kemer
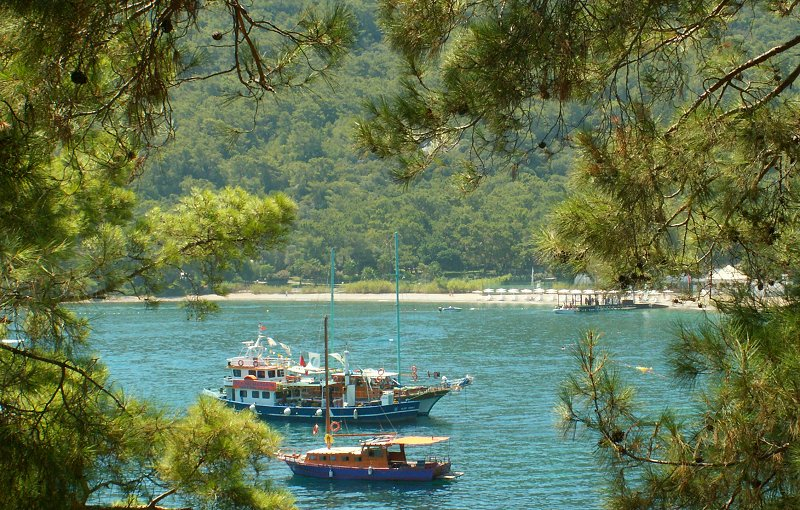
Moonlight Beach in Kemer
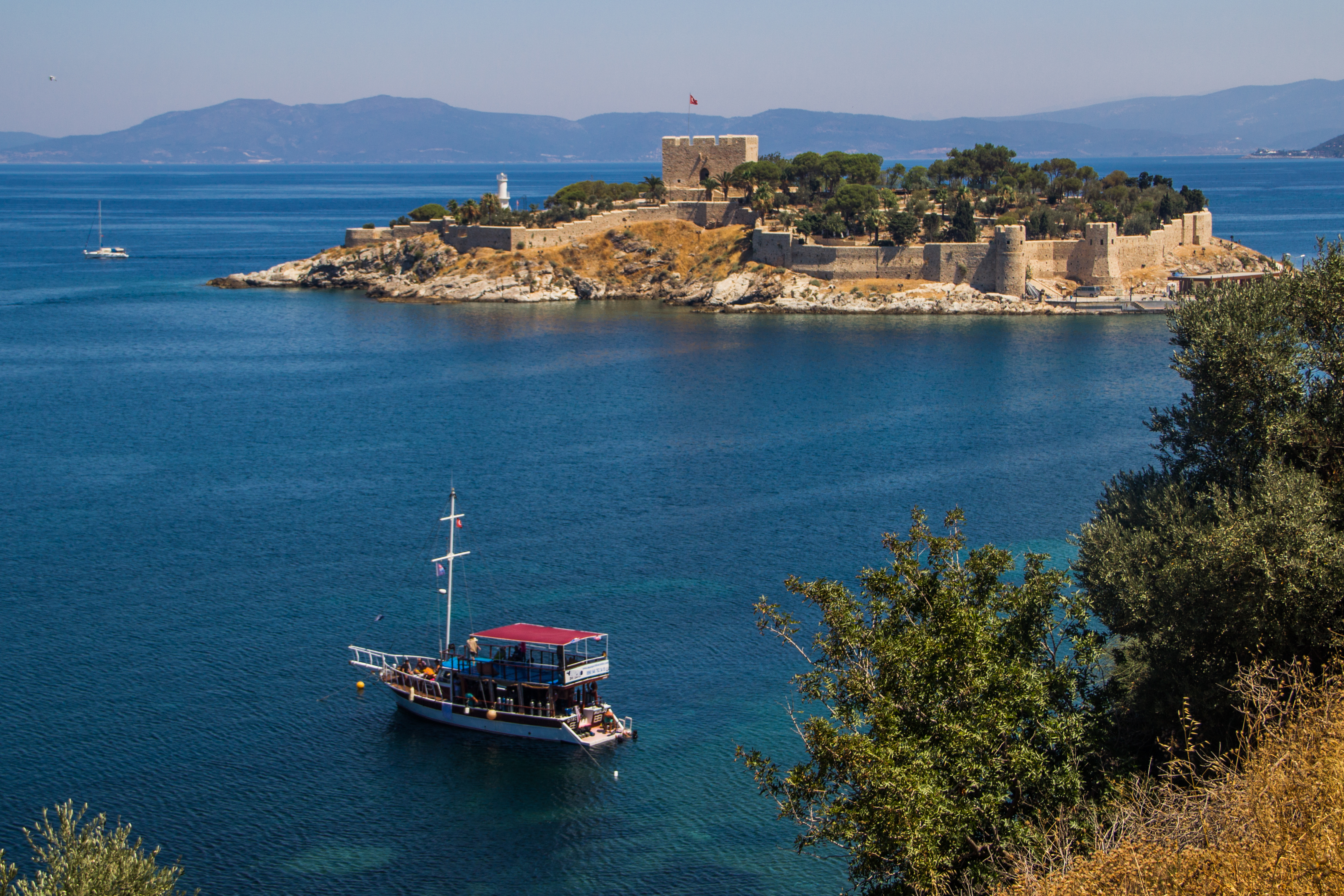
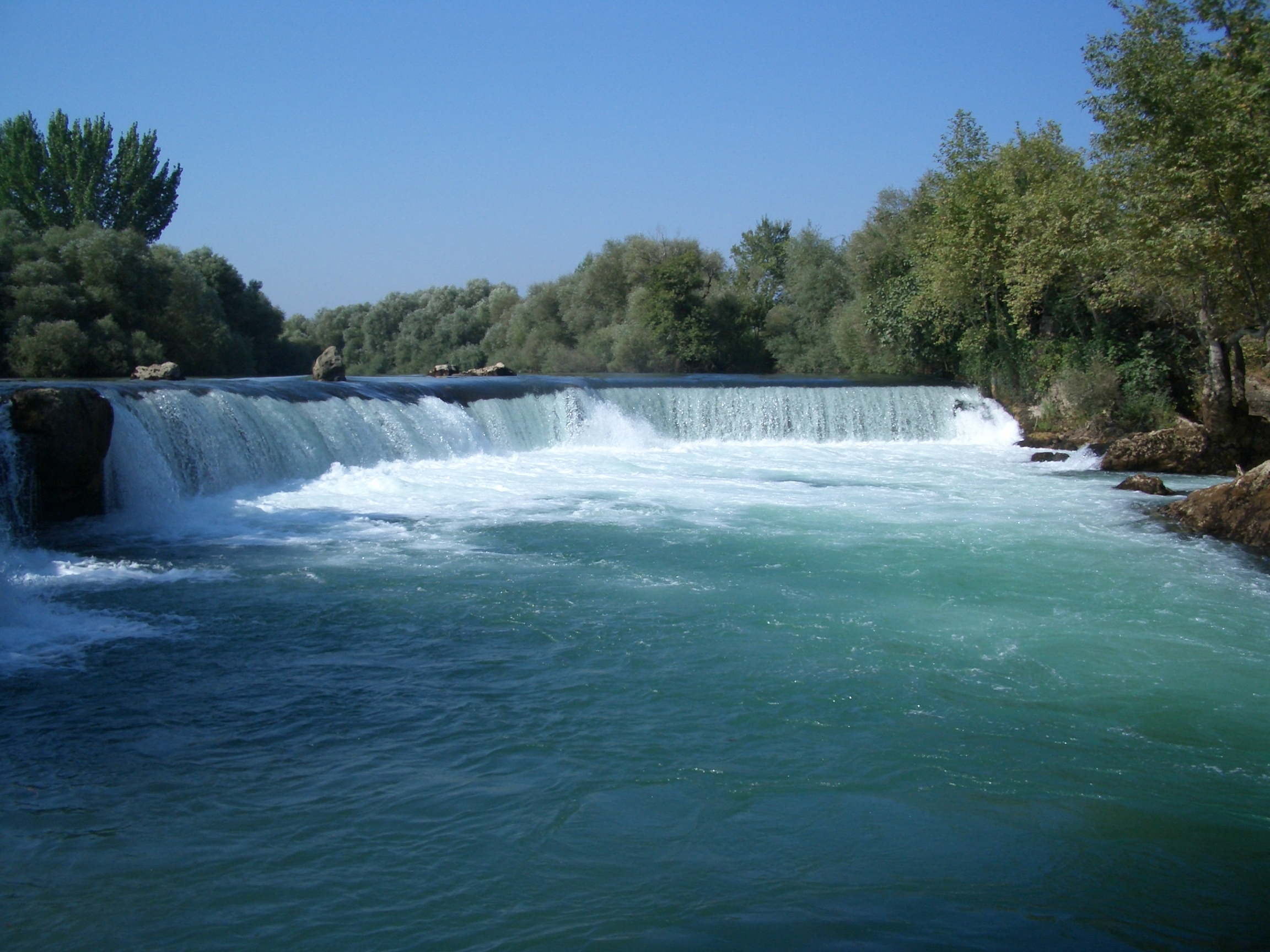
Manavgat waterfall
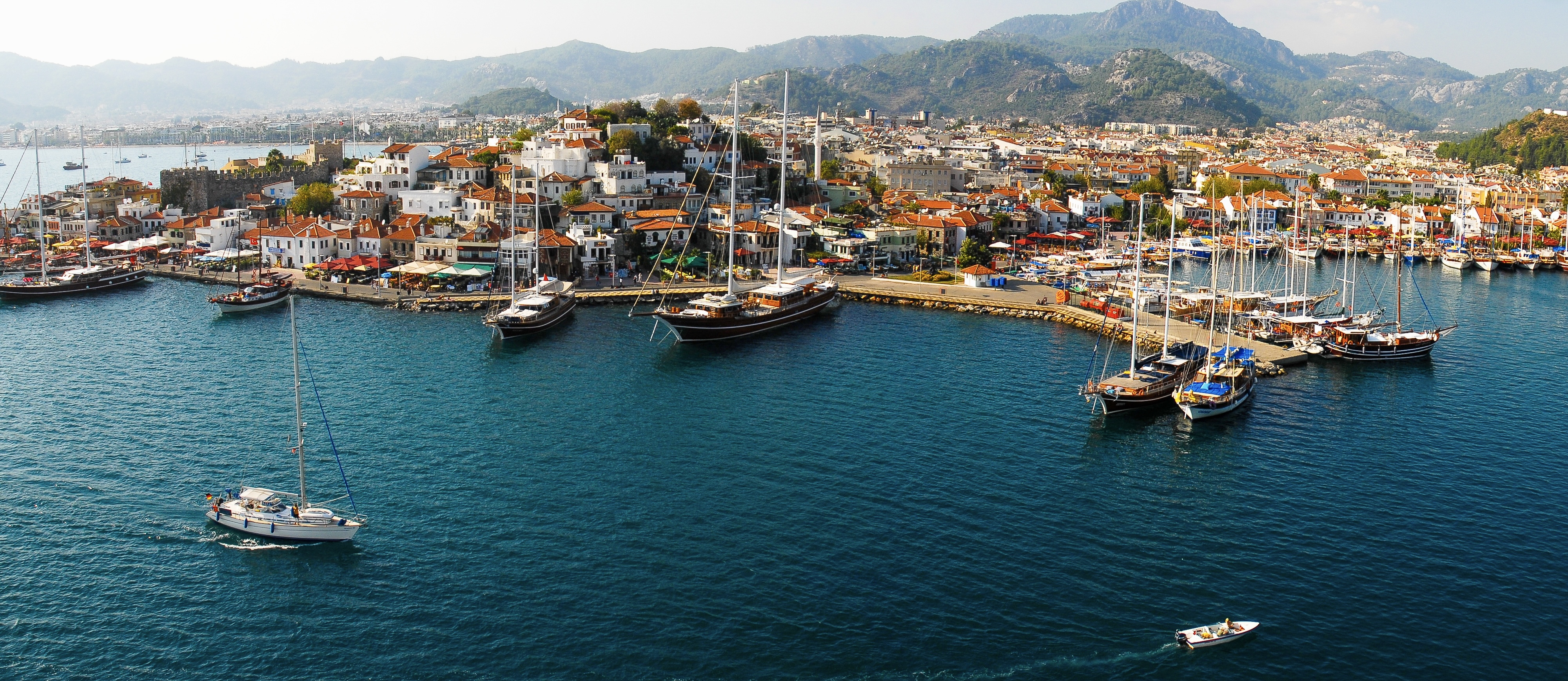
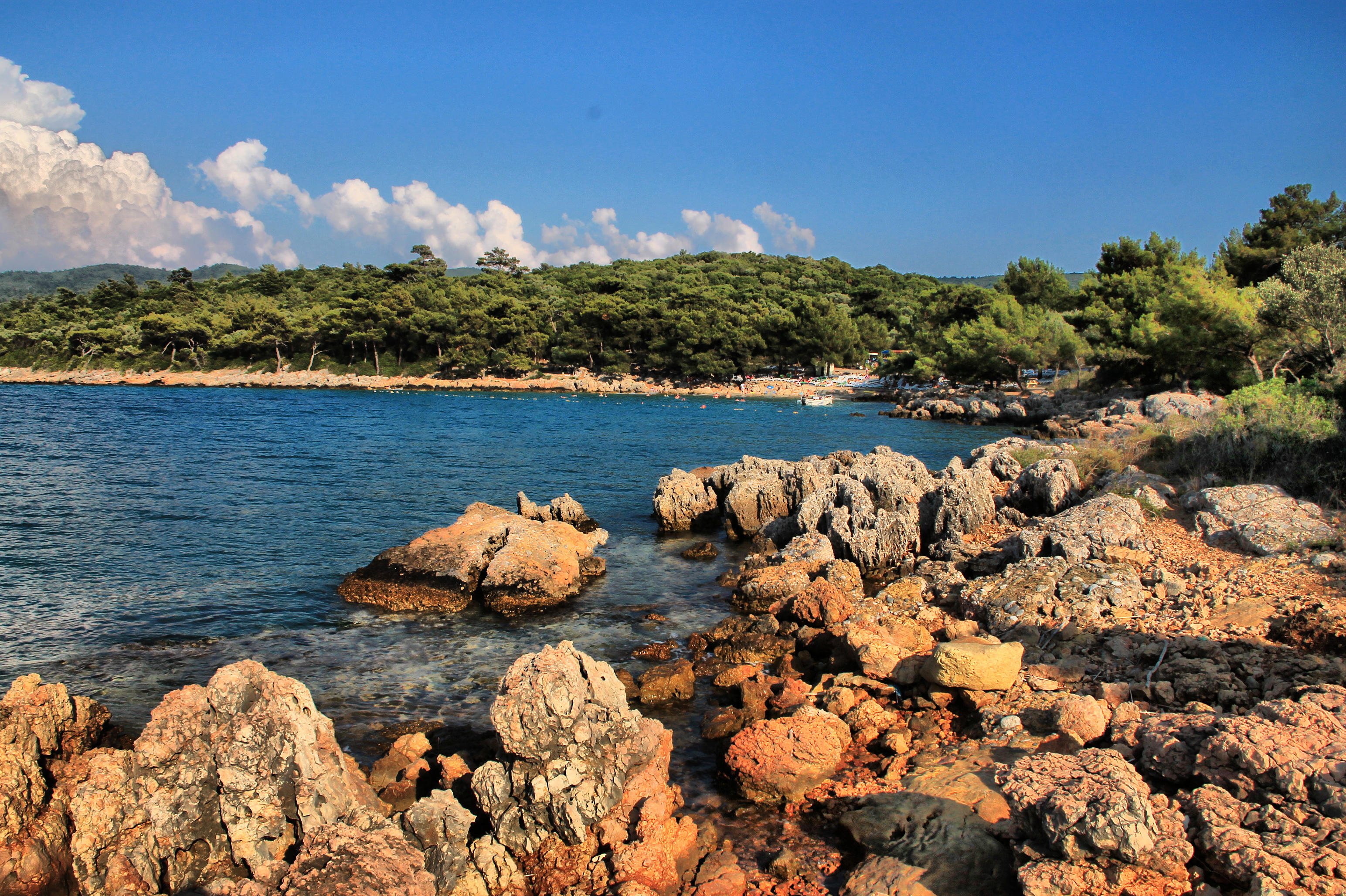
Karaca in 马尔马里斯
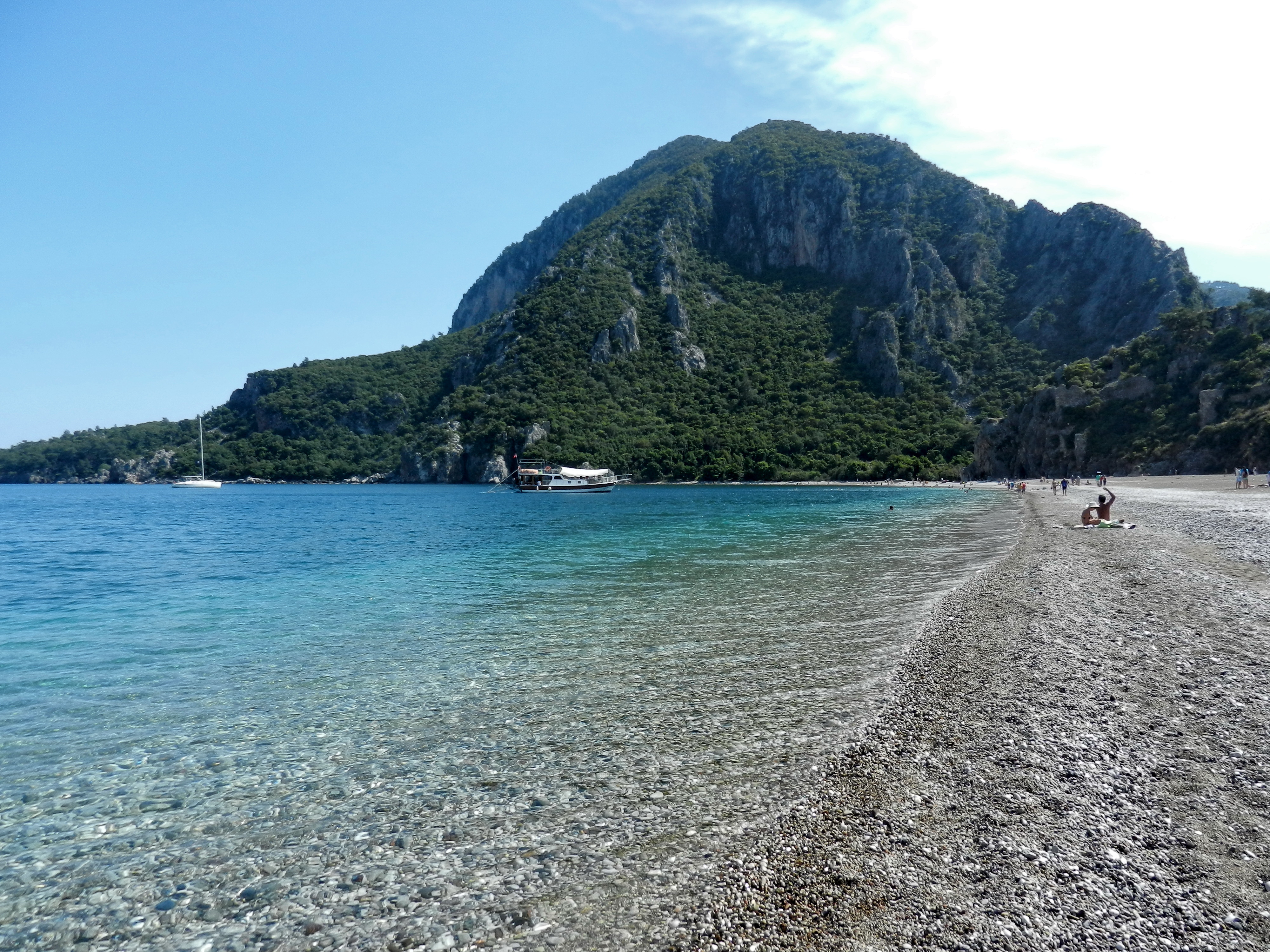
Olympos Beach
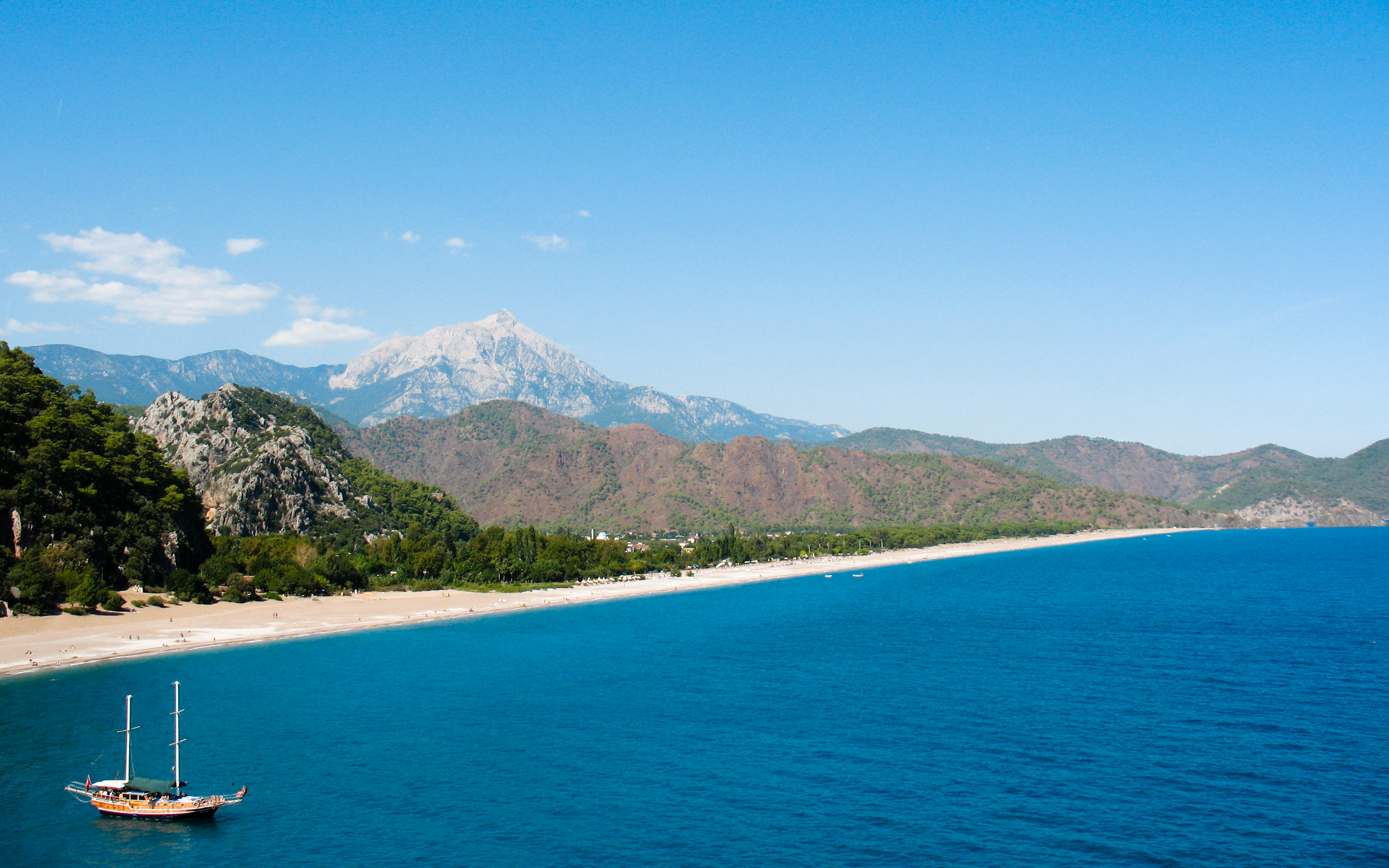
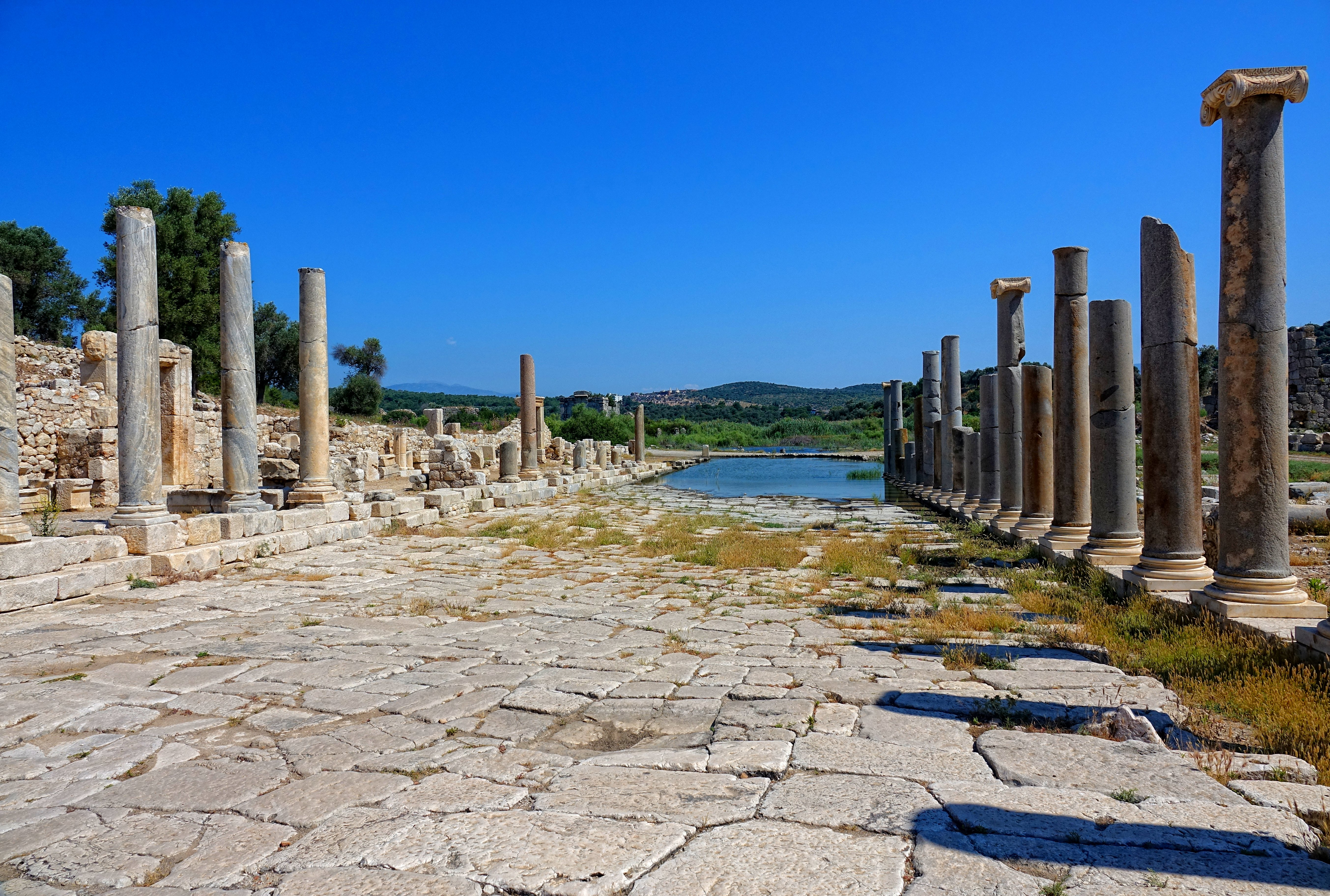
Ancient ruins in Patara
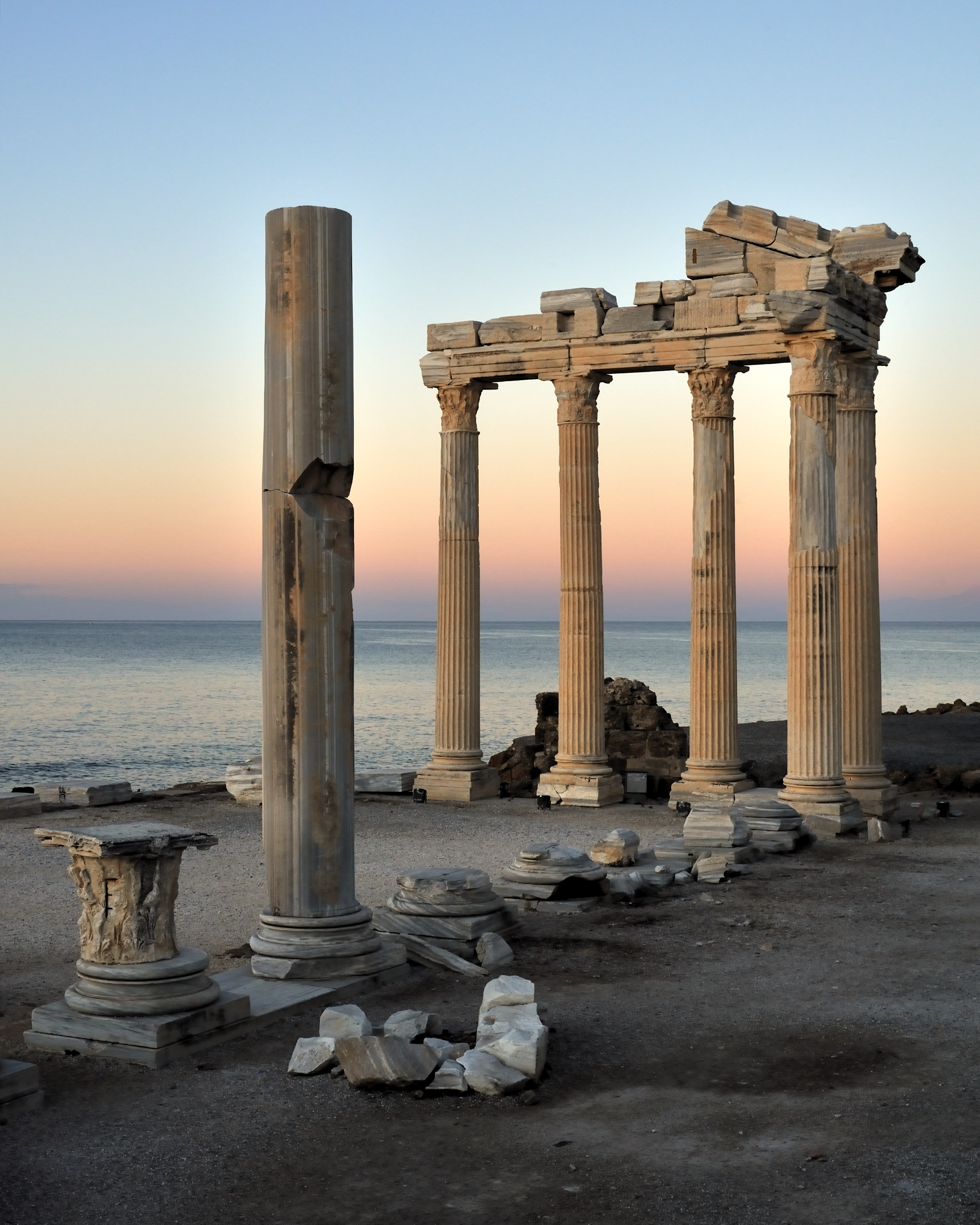
西代附近阿波罗剧院遗址
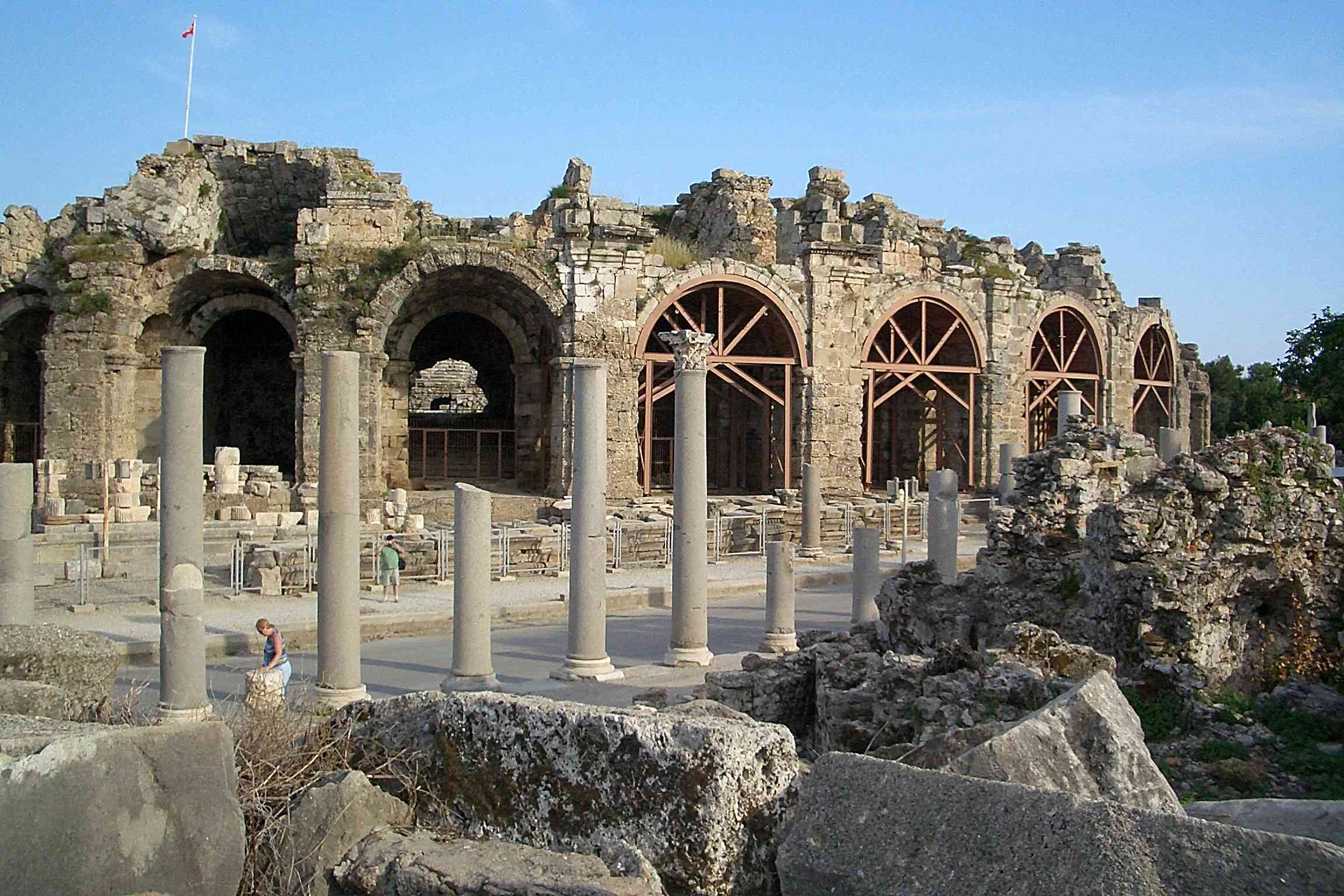
[西代]]古代剧院的外墙
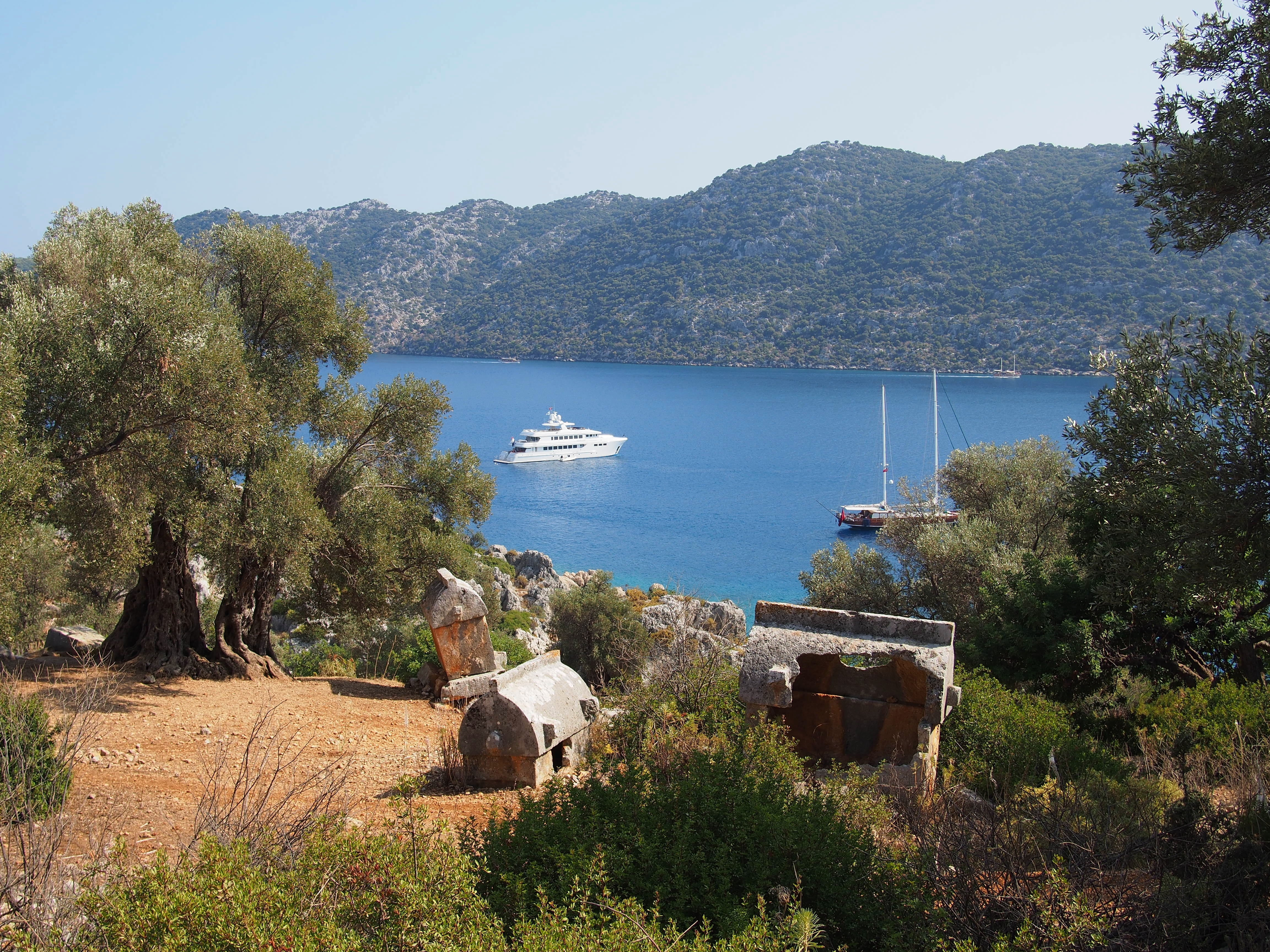
Lycian tombs in Simena